# Virslīga 1927
L'edizione 1927 del Virslīga fu la 7ª del massimo campionato lettone di calcio, la prima con la nuova denominazione; fu vinta dal Olimpija Liepāja, giunto al suo primo titolo.

## Formula
Il campionato era disputato da quattro squadre che si incontrarono in turni di andata e ritorno, per un totale di sei incontri; erano previsti due punti per la vittoria, uno per il pareggio e zero per la sconfitta.

## Classifica finale
|                     | Pos. | Squadra          | Pt | G | V | N | P | GF | GS | DR  |
| ------------------- | ---- | ---------------- | -- | - | - | - | - | -- | -- | --- |
| Lettonia (bandiera) | 1    | Olimpija Liepāja | 10 | 6 | 5 | 0 | 1 | 12 | 5  | +7  |
|                     | 2    | RFK Riga         | 6  | 6 | 3 | 0 | 3 | 15 | 6  | +9  |
|                     | 3    | LSB Riga         | 5  | 6 | 2 | 1 | 3 | 12 | 9  | +3  |
|                     | 4    | Amatieris Rīga   | 3  | 6 | 1 | 1 | 4 | 4  | 23 | -19 |